# Louis Hudelo
Louis Hudelo, né le 4 octobre 1868 dans le quatrième arrondissement de Paris et décédé le 9 septembre 1945 à Niort, est un haut fonctionnaire français. Il fut préfet, préfet de police et directeur de la sûreté générale.

## Biographie
Il fait ses études à l'école libre des sciences politiques et obtient une licence en droit. Il devient ensuite sous-lieutenant de réserve. Il entre dans le cabinet du ministre des Travaux publics en 1889 et est chef de cabinet du préfet des Basses-Alpes (1890). Il est successivement sous-préfet de Castellane (1891), de Bellac (1892), de Briançon (1895), de Châtellerault (1896), de Cholet (1902), de Langres (1904). Il est nommé préfet des Hautes-Alpes en 1908, puis du Var en 1909, du Gard en 1913. Il occupe le poste important de directeur de la sûreté générale en 1916 et celui de préfet de police en 1917. Il reprend sa carrière préfectorale comme  préfet de la Loire-Inférieure, où il est nommé fin 1917. Mais en 1918, il est trésorier-payeur général de la Manche. Il occupe en 1921 des postes de directions ministérielles : directeur de la santé publique et de l’hygiène sociale, de l’assistance et de la prévoyance sociales, directeur au ministère du Travail, et devient conseiller d’État en service extraordinaire à la fin de l'année. Préfet du Nord en 1924, il prend sa retraite en 1929 et prend le titre de préfet honoraire. Il est encore contrôleur des Habitations à bon marché et des logements à loyer moyen en 1929. Il est enfin conseiller d’État. Il est condamné en 1935 avec sursis pour infraction à la loi sur les sociétés par la cour d’appel de Paris.